# Janick Gers
Pour les articles homonymes, voir Gers.
 (août 2021).
Si vous disposez d'ouvrages ou d'articles de référence ou si vous connaissez des sites web de qualité traitant du thème abordé ici, merci de compléter l'article en donnant les références utiles à sa vérifiabilité et en les liant à la section « Notes et références ».
Janick Robert Gers est un des guitaristes du groupe de heavy metal Iron Maiden, né le 27 janvier 1957 à Hartlepool (Angleterre).

## Biographie
Il est guitariste du groupe White Spirit à partir de 1975  avant de rejoindre en juin 1981 Gillan, le groupe formé par l'ancien chanteur de Deep Purple, Ian Gillan, dans lequel il est présent jusqu'en décembre 1982. Après ces expériences en groupe, il joue pour différents artistes comme Fish de Marillion puis pour Bruce Dickinson, le chanteur d'Iron Maiden, qui enregistre son album solo Tattooed Millionaire. C'est à ce moment, en 1990, qu'il lui est proposé de rejoindre le célèbre groupe qui vient de vivre le départ d'Adrian Smith. Ce dernier réintègre Iron Maiden en 1999, sans entrainer le départ de Gers. Le groupe évolue désormais à trois guitaristes. Gers a aussi été membre du groupe Gogmagog, avec Clive Burr et Paul Di'Anno.

## Matériel
Il utilise essentiellement quatre Fender Stratocaster, trois étant du custom shop, fabriquées fin des années 1990, une noire, une crème et une blanche, la noire étant la copie de celle utilisée fin des années 1980 début 1990, offerte par Ian Gillian. La 4e est une Stratocaster qu'il possède depuis le début de sa carrière, le manche était à l'origine doté d'une touche érable qu'il a remplacé par une touche palissandre. Il utilise aussi occasionnellement deux guitares Sandberg California et une Epiphone Les Paul HHH. Il utilise aussi sur le titre Dance of death, une Gibson Chet Atkins semi-acoustique. Tout comme Dave Murray et Adrian Smith, il branche ses instruments sur des amplificateurs de la marque Marshall, un preamplificateur JMP-1 et un amplificateur de puissance 9200 power. Il utilise des cordes Ernie Ball 010-046.

## Style
Son jeu est influencé par Ritchie Blackmore de Deep Purple et est constitué de legatos et de techniques au médiator. Une de ses techniques favorites est l'auto-flanging qui consiste à jouer avec la main gauche des hammer-on et des pull-off et de faire glisser la main droite sur corde pour faire jaillir des harmoniques.
Sur scène, il fait des sauts, tient sa guitare à la verticale sur son ventre et, comme le faisait Blackmore avec Deep Purple au début des années 1970, la fait tournoyer dans tous les sens et la lance dans les airs, notamment sur le morceau Iron Maiden.
Les guitares que Janick utilise sont des modèles droitier alors qu'il est gaucher, comme on peut le constater dans les bonus du DVD Rock in Rio quand il signe des autographes.

## Discographie

### White Spirit
- White Spirit (album) (1980)
- Midnight Chaser (single) (1980)
- Back to the Grind (single) (1980)

### Gillan
- Double trouble (1981)
- Magic (1982)

### Gogmagog
- I will be there (maxi) (1985)

### Bruce Dickinson
- Tattooed Millionaire (1990)

### Iron Maiden
| - No Prayer for the Dying (1990) - Fear of the Dark (1992) - The X-Factor (1995) - Virtual XI (1998) - Brave New World (2000) - Dance of Death (2003) - A Matter of Life and Death (2006) - The Final Frontier (2010) - The Book of Souls (2015) - Senjutsu (2021) - No More Lies (2004) | - A Real Live One (1993) - A Real Dead One (1993) - Live at Donington (1993) - Rock in Rio (2002) - Death on the Road (2005) - Iron Maiden: Flight 666 (2009) - En Vivo! (2012) - Best of the Beast (1996) - Edward the Great (2002) - The Essential Iron Maiden (2005) - From Fear to Eternity (2011) |